# René Eckardt
René Eckardt (* 22. Februar 1990 in Jena, DDR) ist ein deutscher Fußballspieler, der meist im linken oder zentralen Mittelfeld zum Einsatz kommt. Er steht seit 2021 beim ZFC Meuselwitz unter Vertrag.

## Karriere
Eckardt begann mit dem Fußballspielen beim SV Lobeda 77. Seit seinem achten Lebensjahr spielt Eckardt beim FC Carl Zeiss Jena. Aufgrund seiner guten Leistungen bei den A-Junioren rückte er im Verlauf der Hinrunde der Saison 2008/09 in die erste Mannschaft auf, die in der 3. Liga spielte. Im DFB-Pokal 2008/09 erreichte er mit dem Team das Achtelfinale, wo man gegen den FC Schalke 04 ausschied. Nach 24 Einsätzen in seinem ersten Profijahr kam Eckardt in der Saison 2009/10 auf 15 Drittligaspiele, mit Carl Zeiss Jena belegte er im Abschlussklassement Platz fünf. In die Spielzeit 2011/12 stieg er mit Jena aus der 3. Liga ab. Im Sommer 2013 wurde sein Vertrag aus finanziellen Gründen nicht mehr verlängert. Er pausierte über ein Jahr aufgrund einer Verletzung und kehrte nach über einjähriger Pause im Oktober 2014 zum FC Carl Zeiss Jena zurück. Er erhielt am 12. Oktober 2014 einen bis zunächst zum 31. Dezember 2014 befristeten Zweimonatsvertrag. Er absolvierte sein Comeback am 12. Oktober 2014 im Thüringenpokal gegen den FC Blau-Weiß Dachwig-Döllstädt.
Zur Saison 2021/22 wechselte Eckardt innerhalb der Regionalliga Nordost zum ZFC Meuselwitz.
Im August 2009 wurde er erstmals für die U20-Nationalmannschaft nominiert.